# Lap Dance (Film)
Lap Dance ist ein US-amerikanischer Spielfilm aus dem Jahr 2014. In dem Film spielt Ali Cobrin eine junge Frau, die aus finanzieller Not in einem Striptease-Club anfängt zu arbeiten, wobei sie bald in eine Abwärtsspirale gerät.

## Handlung
Die junge Schauspielschulabsolventin Monica und ihr Verlobter Kevin – von Beruf Drehbuchautor – reisen von Florida nach Kalifornien, wo sie sich in Hollywood eine neue Existenz aufbauen wollen. Als sie in Texas zu einem Zwischenstopp bei Monicas Vater eintreffen, müssen sie erschüttert erfahren, dass dieser erneut an Krebs erkrankt ist und in absehbarer Zeit sterben wird; wobei die weitere ärztliche Behandlung mit enormen Kosten verbunden ist. Monica ist entschlossen ihren Vater zu unterstützen. Das Paar verwirft zunächst die gemeinsamen Zukunftspläne und Monica beginnt einen Job in einem Schönheitssalon, wo sie ihre alte Freundin Tasha trifft und von ihren Problemen erzählt. Tasha schlägt ihr vor in einer Striptease-Bar zu tanzen, wo sie auch selbst arbeitet. Anfangs reagiert Monica ablehnend, doch die Aussicht auf schnelles Geld ist zu verführerisch und sie konfrontiert Kevin mit dem Vorschlag, der wenig begeistert ist, doch letztlich zustimmt – wobei er für Monica klare Regeln aufstellt, wie etwa keine Privatvorführungen im VIP-Bereich zu geben. Bereits an ihrem ersten Tag verdient Monica 700 US-Dollar, doch fühlt sich Kevin sichtlich unwohl, als er seine Freundin im Club bei ihrer Arbeit zusieht. Später beginnen beide ob der Realität im Club die Regeln zu lockern.
Monica beginnt sich im Club einzuleben, wobei Kevin sie öfters begleitet. Während Kevin sichtlich mit ihrer Arbeit hadert und zunehmend eifersüchtig wird, gewöhnt sich Monica immer mehr an die Arbeit. Der reiche Musikproduzent Chicago nimmt ihre Dienste im Club oft in Anspruch, wobei er sie äußerst gut bezahlt. Schließlich geht Monica den Schritt und nimmt an einer privaten Apartment-Party von ihm teil, wobei sie Kevin über den Grund ihrer Abwesenheit belügt; später verheimlicht sie ihm, dass sie Chicago auf eine Reise nach Los Angeles begleitet hat. Während Monica mit ihrem Job viel Geld verdient, arbeitet Kevin für einen Mindestlohn. Seine Eifersucht und Monicas Frustration über Kevins geringe Erfolge machen ihre Beziehung immer konfliktträchtiger. Gleichzeitig macht sich Monica im Strip-Club Feinde unter den anderen Tänzerinnen, darunter Lexus, die zuvor Chicagos Muse war.
Während Monica mit Chicago immer mehr Zeit verbringt, kommt Kevin der Clubtänzerin Jade Lee langsam näher. Als Kevin herausfindet, dass Monica ihm die Reise mit Chicago nach L.A. verschwiegen hat, lässt er sie im Diner-Cafe zurück und schläft wenig später mit Jade Lee. Lexus stellt Monica eine Falle und steckt in ihre Tasche Kondome und Ecstasy-Pillen, wodurch Kevin glaubt, dass sie sich neuerdings auch prostituiert. Kevin verlässt Monica daraufhin. Monica ihrerseits greift im Club zornig Jade Lee an, woraufhin es zu einer Schlägerei kommt und sie festgenommen wird. Chicago übernimmt die Kaution. Monica gibt sich ihm sexuell hin. Während sie mit Chicago Zeit verbringt, erliegt ihr Vater seinem Krebsleiden. Monica findet heraus, dass sie nur eine von vielen Frauen ist, mit denen Chicago sich vergnügt. Als sie kurz darauf erfährt, dass ihr Vater gestorben ist, verlässt sie Chicago.
Mehr als ein halbes Jahr später. Monica hat ihren Job im Club aufgegeben und arbeitet wieder im Schönheitssalon. Eines Tages erfährt sie von Jade Lee, wo Kevin ist und meldet sich bei ihm mit einer Sprachnachricht, worin sie ihm ihre Liebe gesteht. Kevin besucht sie in Houston und sie kommen wieder zusammen.

## Produktion
Der Film wurde 2013 in Houston, Texas und Los Angeles gedreht. Die Produzenten des Films waren Michael Becker, Gordon Bijelonic, Reggie Carter, H.M. Coakley, Camille C. Irons, Corey Large, Cain McKnight, Nenad Medić, Alan Pao, Phil Thornton, Steve Ware und Greg Carter, der ebenfalls Regie führte und das Drehbuch dazu schrieb.